# Fvneral Fvkk
Fvneral Fvkk ist eine 2015 gegründete Epic-Doom-Band.

## Geschichte
Im Frühjahr 2015 wurden Fvneral Fvkk aus einer Idee des ehemaligen Fäulnis-Gitarristen Niko „Decanus Obscaenus“ Nivera und des Ophis-Sängers Philipp „Frater Flagellum“ Kruppa gegründet. Dabei stand der Bandname als initiale Idee der Band, deren musikalische Ausrichtung zuerst „rauer und dreckiger werden“ sollte. Als erste Orientierungspole dienten ursprünglich Bathory, Impaled Nazarene und Primordial.
Anfangs als ein reines Nebenprojekt gedacht, entwickelten sich so Band und Musik hin zur beständigen Bandkonstellation und dem Stil der ersten Veröffentlichungen. Den Wunsch einen Sänger der Klargesang beherrscht zu nutzen begründete „Decanus Obscaenus“ mit dem Umstand, dass er „bislang immer in Bands gespielt habe, wo Schreigesang oder Gegrunze angesagt war.“ In den ersten Monaten brachte sich der an keinen Auftritten oder Aufnahmen beteiligte „Agrimm Doomhammer“ als Sänger ein. Mit dem Hinzuziehen des Ophis-Gitarristen Simon „Cantor Cinaedicus“ Schorneck, der der Gruppe seine Beteiligung als Sänger „noch eher aus Spaß“ anbot entstand die Bandkonstellation in der die Band Fvneral Fvkk ihre erste EP einspielte. „Frater Flagellum“ spielte das Schlagzeug, „Decanus Obscaenus“ Gitarre. Kurz vor dem Abschluss des Songwritings zog „Frater Flagellum“ den Ophis-Bassist Oliver „Vicarius Vespillo“ Kröplin E-Bass hinzu.

### Lecherous Liturgies
Im Kieler Studio Blastbeat Productions nahm das Quartett die EP Lecherous Liturgies im Frühjahr 2017 unter der technischen Leitung von Oliver „Our Holy Father“ Carell auf. Die Gestaltung übernahm der österreichische Cover-Künstler Alexander „Irwisch“ Trinkl. Zur Veröffentlichung kooperierte Fvneral Fvkk mit mehreren Unternehmen. Solitude Productions veröffentlichte Lecherous Liturgies am  7. Juli 2017 als CD, über Bleeding Heart Nihilist Productions als LP und via Lycanthropic Chants als MC. LP und MC enthielten, mit einem ergänzenden Download-Code für den dritten Titel der EP.
Überwiegend positiv reagierte die internationale Metal- und Doom-Metal-Presse auf die Veröffentlichung. Mike Liassides von Doom-Metal.com lobte das Album als musikalisch „tadellos“, bemängelte jedoch Konzept und Texte als „oberflächlich und chaotisch“. An anderer Stelle wurden Bandname und Texte hingegen als „augenzwinkernd [und] amüsant“ sowie als eine begrüßenswerte „knallharte Haltung“ Gegenüber jenen die „den Namen Gottes“ zur Rechtfertigung eigener Taten nutzen.
Insbesondere deutsche Rezensionen verwiesen nur erwähnend auf die Texte und lobten Lecherous Liturgies als gelungene Ergänzung im Epic Doom, die „für Fans des Genres ein wahrlich interessanter Aperitif, der hoffentlich demnächst mit einem Hauptgang veredelt“ würde sei. Als erste Veröffentlichung gäbe Fvneral Fvkk mit Lecherous Liturgies derweil „ein so starkes erstes Lebenszeichen von sich, dass der Geheimtipp-Status nicht lange anhalten dürfte.“ Da jedweder der die klassischen Vertreter des Genres „liebt, […] sich auch diese EP dringend zulegen“ sollte, würde „man den Namen FVNERAL FVKK im Underground demnächst häufiger“ zu hören bekommen, zumindest sofern die Gruppe ihre Qualität wahre. Der „feinste[…] epische[…] Doom Metal“ und „grossartige[…] Epic Doom“ könne dazu beitragen, dass Fvneral Fvkk zukünftig „im vorderen Feld der Epic Doom Metalbands dieses Planeten mitspiele[…]“ sofern es der Band gelänge die Qualität der EP auf Albumlänge zu übertragen. Nach der Veröffentlichung der EP folgten Festivalauftritte und Clubshows in ganz Deutschland und dem europäischen Umland.
Solitude Productions übertrug alle Titel der EP auf das am 16. Juli 2018 veröffentlichten Split-Album Solitude Vaults: 13 Years Of Doom auf dem neben Fvneral Fvkk, Luna, Postmortal und Sorrowful Land mit analog zuvor erschienenen EP-Veröffentlichungen.  Ian Morrissey von Doom-Metal.com schloss sich dem Urteil von Mike Liassides an und kritisierte Bandnamen und Konzept, für ihn bliebe es unklar ob es sich bei Fvneral Fvkk um eine ernsthafte oder eine Spaß-Band handle.

### Carnal Confessions
Von Februar bis März 2019 wurde Carnal Confessions erneut im Kieler Studio Blastbeat Productions unter der technischen Leitung von „Our Holy Father“ aufgenommen. Auch die Gestaltung wurde erneut dem österreichischen Cover-Künstler „Irwisch“ überlassen, der eine ähnliche Farbgebung und Gestaltung wählte, wodurch der konzeptionelle Zusammenhang unterstrichen wurde. Zur Veröffentlichung kooperierte Fvneral Fvkk erneut mit dem russischen Label Solitude Productions und dem deutschen Unternehmen Bleeding Heart Nihilist Productions. Über Solitude Productions erschien Carnal Confessions am 27. September 2019 als CD und Musikdownload über Bleeding Heart Nihilist Productions hingegen als MC und LP.
Die internationale Resonanz auf Carnal Confessions war überschwänglich positiv. Das Album sei als „eines der Doom-Alben des vergangenen Jahres“ „eine fette Empfehlung“, ein persönliches Jahreshighlight, „nichts weniger als ein Meisterwerk“, ein „ernsthafter Anwärter auf das Album des Jahres“ und „ein neuer Klassiker des Genres.“ Punktuell wurde es als eine der besten Veröffentlichungen des Jahres im Metal bewertet. Rezensenten von Webzines wie Worship Metal, Metal Temple, Doom-Metal.com und Metal1.info vergaben die jeweiligen Höchstnoten. Das Album erweise sich so als eine Ausnahmeveröffentlichung, die langfristig im Genre Doom Metal Eindruck hinterlassen könne.

## Konzept
Auftritte in Roben, Song-Ansagen „mit einer Art Gebet“ und Fotos die mit Zensurbalken über den Augen, auf Pressefotografien verweisen, stehen im Zusammenhang mit der Kritik an der institutionalisierten Kirche als Kernthema der Band. Das grundlegende Konzept und die Art der Präsentation der Band wurden in den Anfängen der Band festgelegt, allerdings zunehmend in der Ausgestaltung variiert. Das Kernkonzept sei ein Schauspiel bei dem die Musiker als Priester auftreten, „die endlich mal offenlegen, was in der Kirche schon lange Gang und Gäbe ist, und das natürlich sehr überspitzt.“
Dabei entwickelte sich das Konzept von einer Mischung aus Sadomasochismus und Christentum zu einem satirischen Ansatz mit ernsthaftem Anspruch. Entsprechend unterscheidet sich die Herangehensweise von den konfrontativen und fiktiven Erzählungen der EP Lecherous Liturgies zu subtileren Texten des Debütalbums Carnal Confessions die sich insgesamt auf reale Begebenheiten beziehen. Die anfänglich als „witzig“ empfundene Idee wich aufgrund der eigenen Recherchen zum Thema dem gewandelten Ansatz. Dabei sei das Ziel der Auseinandersetzung, ausdrücklich nicht in christlichen Wertevorstellungen oder dem christlichen Glauben zu finden, sondern in den für den Machtmissbrauch anfälligen Strukturen eines institutionalisierten Glaubens. Entsprechend bilden Machtmissbrauch, Gewalt und der sexuelle Missbrauch in der römisch-katholischen Kirche jenen konzeptioneller Rahmen, den die Gruppe zum Thema wählte. Mit der Entstehung des Albums Carnal Confessions wurden konkrete Vorkommnisse aus der Geschichte der christlichen Institutionen zum Themenfundus.

„Man merkt das vielleicht auch noch ganz gut an den Songtiteln der ersten EP. Da mussten wir selbst erst einmal herausfinden, wie ironisch oder wie ernst wir eigentlich sein möchten. Mit dem Album sind wir uns jetzt aber sehr sicher: Carnal Confessions soll eine bitterböse Parodie und Satire sein, die ganz klar den Finger in die Wunde legt, um Missstände anzusprechen, die in der Kirche unter den Teppich gekehrt werden.“

Trotz des satirischen Ansatzes spart die Band humorvolle Texte aus. Vielmehr strebe Fvneral Fvkk danach in ihren Texten „eine gewisse Traurigkeit“ zu transportieren, die die Themen in den Musikern auslöst. Mitunter diskutierten die Mitglieder nach der konzeptionellen und musikalischen Festigung der Band eine Änderung des Bandnamens, verwarfen diese Idee jedoch.

## Stil
Die Musik von Fvneral Fvkk entspricht einem „Epic Doom im Stile von Solitude Aeturnus, ohne die gesangliche Theatralik, die das Genre oft diskreditiert.“ Als musikalische Vergleichsgrößen wird insbesondere auf Interpreten des Epic Doom wie Solitude Aeturnus, While Heaven Wept und Candlemass verwiesen. Auch die Band nannte Epic Doom und Interpreten des Genres „wie Candlemass, Procession, Solitude Aeturnus, Lord Vicar, Count Raven, Tristitia“ und ähnliches als Einfluss und Inspiration.
So kombiniert die Band „erhabene Riffs, tragenden Klargesang, effektvolles, toll getimtes Schlagzeugspiel und sparsam – aber sehr wirkungsvoll – eingesetzte Gitarrenmelodien.“ Der Gesang wird dem Konzept folgend als „sakral eingefärbt[…]“ wahrgenommen. Allerdings wird das Gitarrenspiel auch mit jenem des Death- und Gothic Doom der frühen My Dying Bride in Relation gesetzt. Als Einfluss auf diese Nuancierung im Epic Doom verwies Decanus Obscaenus auf persönliche Einflüsse und die eigene Vita.

„Ich war auch recht erstaunt, als ich dazu kam, da die Gitarren eher in einem Death-Metal-Tuning gestimmt waren. Ich mochte das aber auch sehr gern. Es soll also auch ein wenig derber klingen, als beispielsweise CANDLEMASS, auch wenn diese durchaus einen Einfluss auf das Songwriting hatten.“

## Diskografie
- 2017: Lecherous Liturgies (EP; Musikdownload: Solitude Productions, LP: Bleeding Heart Nihilist Productions, MC: Lycanthropic Chants; 2020, CD: Solitude Productions)
- 2018: Solitude Vaults: 13 Years of Doom (Split-Album mit Luna, Sorrowful Land und Postmortal, Solitude Productions)
- 2019: Carnal Confessions (Album, CD/Musikdownload: Solitude Productions, MC/LP: Bleeding Heart Nihilist Productions)